# Coryphantha wohlschlageri
Coryphantha wohlschlageri ist eine Pflanzenart in der Gattung Coryphantha aus der Familie der Kakteengewächse (Cactaceae). Das Artepitheton wohlschlageri ehrt den österreichischen Kakteensammler Michael Wohlschlager (* 1936) aus Moosbrunn.

## Beschreibung
Coryphantha wohlschlageri wächst einzeln, verzweigt allerdings manchmal dichotom. Die kugelförmigen, dunkelgrünen Triebe werden im Alter olivgrün. Die Pflanzen erreichen Wuchshöhen von 3 bis 5 Zentimeter und ebensolche Durchmesser. Die bis zu 13 Millimeter langen Warzen sind eiförmig bis kurz konisch geformt. Die Axillen sind kahl. Der meist einzelne Mitteldorn – an älteren Areolen können bis zu vier vorhanden sein – ist gerade, abstehend, bräunlich mit einer dunkleren Spitze und 0,8 bis 1,5 Zentimeter lang. Die neun bis elf weißlichen bis bräunlichen, ausstrahlenden Randdornen besitzen eine dunklere Spitze und weisen Längen von 0,6 bis 0,8 Zentimeter auf.
Die intensiv gelben Blüten sind bis zu 4 Zentimeter lang und erreichen Durchmesser von 5 bis 6 Zentimeter. Die zylindrischen, olivgrünen Früchte werden bis zu 1,9 Zentimeter lang.

## Verbreitung, Systematik und Gefährdung
Coryphantha wohlschlageri ist in den mexikanischen Bundesstaaten San Luis Potosí und Tamaulipas auf kiesigen Hängen und Ebenen verbreitet.
Die Erstbeschreibung durch Ernst Holzeis wurde 1990 veröffentlicht.
In der Roten Liste gefährdeter Arten der IUCN wird die Art als „Least Concern (LC)“, d. h. als nicht gefährdet geführt.

## Nachweise